# Fulgentius van Affligem

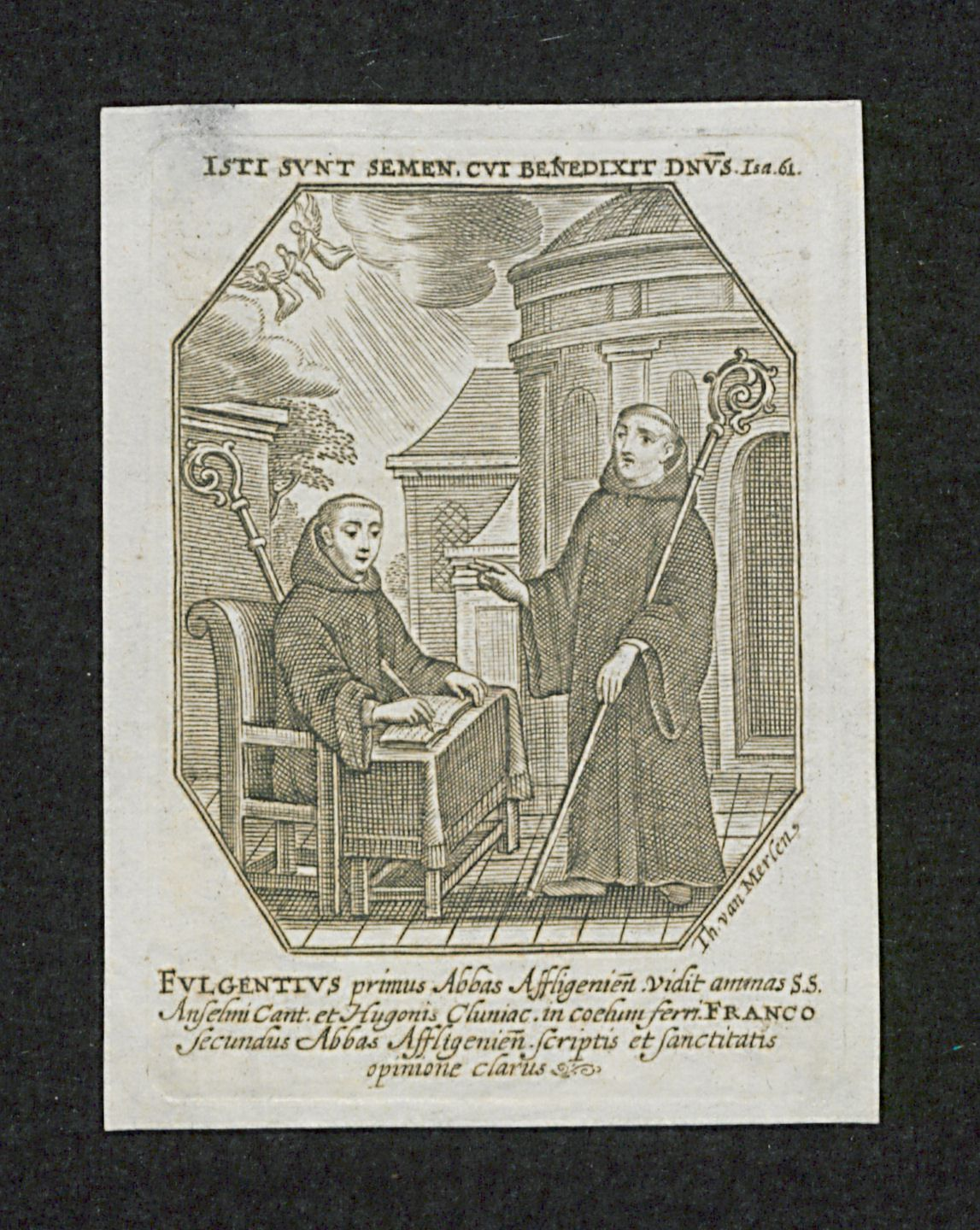
De eerste en tweede abten van Affligem, Fulgentius en Franco (Theodoor van Merlen II, 1631)

Fulgentius van Affligem (1055 - 1122) was de eerste abt van de abdij van Affligem. Zijn functie als abt verkreeg hij door een verkiezing op 11 november 1088. Enkele maanden later, op 23 april 1088, werd hij gewijd. Fulgentius was afkomstig uit Frasnes-lez-Gosselies in Brabant. Deze plek maakt deel uit van de gemeente Les Bons Villers, die zich bevindt in Henegouwen. Voordat hij abt was in Affligem, was hij monnik van Saint-Vanne in Verdun.

## Orde van Cluny
Fulgentius wordt gezien als de persoon die de gebruiken van de orde van Cluny in de abdij van Affligem invoerde, maar over de sterkte van de Cluniacenzische invloed op de abdij van Affligem wordt gediscussieerd. In een oorkonde uit 1096 zijn Fulgentius’ monastieke opvattingen waar te nemen, die gebaseerd zijn op het model van Cluny. De oorkonde gaat over een stuk grond in Meerhem dat geschonken werd aan  de abdij van Affligem (en aan Fulgentius) door Giselbert van Gent.

## Uitbreiding van de abdij
Fulgentius heeft priorijen opgericht in: Basse-Wavre, Frasnes-lez-Anvaing, Saint-André, Maria-Laach en richtte hij ook de vrouwelijke priorij van Vorst op. Hij weet tevens enkele boerderijen te verkrijgen die beheerd worden door lekenbroeders die buiten het klooster wonen. Door zijn succesvol beleid werd Fulgentius gerespecteerd.

### Drie grote mislukkingen
Fulgentius’ carrière wordt ondanks al zijn successen gekenmerkt door drie grote tekortkomingen.
1. In 1092 stierf de bisschop van Kamerijk en nam Hendrik III van Leuven de kans om de hertogen van Leuven tot beschermheren van de abdij uit te roepen en verloren ze hun belastingvrijstellingen die in 1086 door de hertogen van Leuven geschonken werd.
2. In de tweede helft van zijn periode als abt werd de abdij geplaagd door interne conflicten. De oudere monniken vonden dat de jongere monniken de Orde van Cluny niet strikt genoeg volgden. Fulgentius probeerde dit probleem op te lossen aan de hand van een pact tussen beide partijen die ervoor zou moeten zorgen dat het liefdadigheidsideaal binnen de orde altijd vervuld zou zijn. Hiervoor moest een tiende van alle inkomsten afgestaan worden voor liefdadigheid.
3. Kort na de dood van Fulgentius deden alle monniken afstand van de Orde van Cluny.

## Conflict met de bisschop van Verdun
Abt Fulgentius durfde bisschop Thierry van Verdun uit te dagen en dit zou leiden tot een beschuldiging door de vernoemde bisschop. Hij verzette zich tegen de keizergezinde bisschop. Abt Fulgentius werd verdacht van laster over de prelaat en laster over de keizer. De beschuldiging over laster kwam na een overleg tussen Fulgentius en de oprichters van de kerk van Affligem. Wolbodo, een van de medeoprichters van de kerk van Affligem, eiste een zesde van alles wat op de locatie van de kerk werd geproduceerd. De vernoemde kwestie was de aanleiding van het overleg en na de afloop hiervan weigerden de  andere oprichters zijn opeising. Na de beschuldiging en op bevel van de bisschop van Kamerijk werd Fulgentius verdreven uit het gebied. Zijn toevluchtsoord vond hij bij de aartsbisschop van Reims, die het bevel gaf om hem met rust te laten. Dit alles speelde zich af in 1086.

## Legende
Een handschrift, dat op basis van paleografisch bewijs dateert uit de twaalfde eeuw, bevat een wonderverhaal waarin abt Fulgentius figureert. Wonderverhalen  waarin de abt voorkomt, komen vanaf de tweede helft van de twaalfde eeuw veel voor. Zo bestaat er bijvoorbeeld een verhaal over een visioen dat hij zou hebben gehad. In dit visioen waren ook Hugo van Cluny en Anselmus van Canterbury aanwezig. De abt werd in heiligenverhalen geschetst als duivelbezweerder.
- Gemeinsame Normdatei: 10094177X
- Virtual International Authority File: 15126636